# تيزغت
تزغت هي جماعة قروية بإقليم طاطا في جهة سوس ماسة جنوب المغرب، وهي تبعد عن مدينة طاطا بـ 70 كلم، وتضم ... نسمة حسب الإحصاء العام للسكان والسكنى لسنة 2014.

## دواوير الجماعة
- سوق الإثنين (مركز الجماعة)
- دوار تزكي
- دوار أوجو
- دوار أمطضي
- دوار بوزاريف
- دوار إمنتكسلت
- دوار تيميت

## التعليم
قائمة المؤسسات التعليمية في جماعة تزغت:
- مجموعة مدارس تزكي (المركزية: تزكي / الوحدات: أوجو - أمطضي)
- مجموعة مدارس أنتلى انكارف (المركزية: . / الوحدات: بوزاريف - إمنتكسلت)
- مجموعة مدارس تغمرت (المركزية : تغمرت./ الوحدات : تيميت - ايت الحاج -  تازكزاوت )

## الصحة
- المركز الصحي تزغت

## الاقتصاد
يشتغل عدد كبير من سكان المنطقة في البحث عن الأحجار التي تحتوي على الذهب خصوصا بمنطقة انكارف و بوزاريف وتصفيتها في معمل إنلوى.